# Jan Žaloudík
Jan Žaloudík (* 7. srpna 1954 Ježkovice) je český lékař a politik, v letech 2010 až 2022 jako nestraník za Českou stranu sociálně demokratickou senátor za obvod č. 55 – Brno-město a do roku 2019 ředitel Masarykova onkologického ústavu v Brně. V letech 2003–2010 byl děkanem Lékařské fakulty Masarykovy univerzity. Od roku 2020 je zastupitelem Jihomoravského kraje, do roku 2024 za stranu Sociální demokracie (do roku 2023 Česká strana sociálně demokratická), od roku 2024 za stranu ČSSD – Česká suverenita sociální demokracie.

## Vzdělání, profese a rodina
Odmaturoval na gymnáziu ve Frýdku-Místku. V roce 1979 absolvoval Lékařskou fakultu Univerzity Jana Evangelisty Purkyně v Brně. Roku 1992 obdržel titul CSc., v roce 1998 po habilitaci titul docenta a roku 2003 získal profesuru.
V letech 1979-2010 pracoval v Masarykově onkologickém ústavu (MOÚ) v Brně jako chirurg a onkolog. Před rokem 1989 zde byl předsedou základní organizace Komunistické strany Československa. V letech 2000–2001 tento ústav řídil a mezi lety 2002–2008 zde zastával funkci náměstka ředitele pro rozvoj, vědu a výuku. Poté, co se stal ředitelem tohoto ústavu Jiří Vorlíček, byl nucen z ústavu odejít. Po Vorlíčkově rezignaci kvůli vysokému věku se v roce 2014 stal ředitelem MOÚ. V této funkci na vlastní žádost skončil k 1. červenci 2019.
V letech 1999–2002 působil jako proděkan pro vědu a výzkum Lékařské fakulty Masarykovy univerzity, v období 2003–2010 vykonával na této fakultě funkci děkana.
Má dvě dcery.

## Politická kariéra
Byl členem KSČ. Ve volbách 2010 se stal senátorem za obvod č. 55 – Brno-město, když v obou kolech porazil bývalého ministra zdravotnictví Tomáše Julínka. Od března 2014 působil v týmu poradců premiéra Bohuslava Sobotky jako poradce pro oblast sociálních věcí, vědy a výzkumu, školství, zdravotnictví a rovných příležitostí.
Ve volbách v roce 2016 obhajoval svůj mandát za Českou stranu sociálně demokratickou v obvodu č. 55 – Brno-město. Se ziskem 18,62 % hlasů postoupil z druhého místa do druhého kola, v němž porazil poměrem hlasů 52,63 % : 47,36 % kandidáta hnutí ANO Pavla Staňka a zůstal tak senátorem i pro další období. Ve volbách do Senátu PČR v roce 2022 již nekandidoval.
V krajských volbách v roce 2020 byl jako nestraník za Českou stranu sociálně demokratickou zvolen zastupitelem Jihomoravského kraje. Na kandidátce figuroval původně na 25. místě, vlivem preferenčních hlasů ale skončil první.
Od roku 2024 zastupuje stranu ČSSD – Česká suverenita sociální demokracie. V krajských volbách v roce 2024 kandidoval do Zastupitelstva Jihomoravského kraje jako nestraník za ČSSD v rámci uskupení „STAČILO! v Jihomoravském kraji“ (tj. KSČM, ČSSD, ČSNS, SD-SN, DOMOV). Mandát zastupitele obhájil.